# 훈련도감

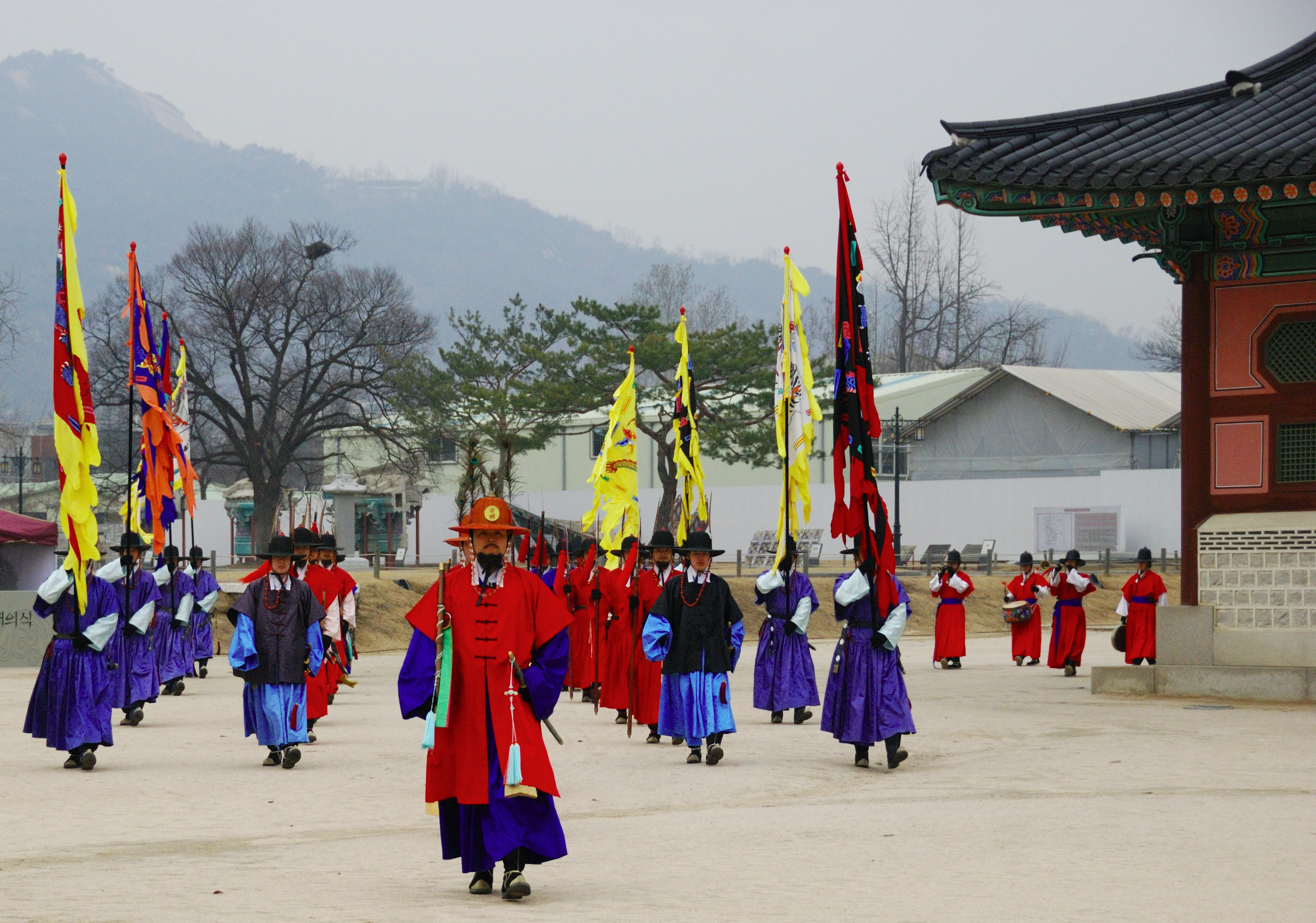
경복궁 수문장 교체 행사. 궁궐 주변을 경비하는 순라군은 훈련도감의 주요 업무 가운데 하나였다.

훈련도감(訓鍊都監)은 조선 후기 수도 한성부의 방위를 위해 설립된 중앙군이다. 간단히 줄여 훈국(訓局)이라고도 하였다.

## 개요
임진왜란이 진행 중이었던 1593년(선조 26년), 명의 이여송이 평양을 탈환한 뒤 군대 편제를 개편할 필요성을 느끼고 척계광의 《기효신서》에 소개된 삼수병(三手兵) 체계를 모델로 훈련도감을 신설하고 유성룡을 도제조로 삼았다. 삼수병은 총통이나 조총을 사용하는 포수와 활을 쏘는 사수, 그리고 이들을 적의 기마 돌격 등으로부터 보호하기 위한 살수가 연계되어 편제되는 방식의 군대이다. 조선은 수도와 그를 둘러싼 경기 지역의 방어를 강화하기 위해 훈련도감을 비롯하여 어영청, 금위영, 총융청, 수어청 등을 차례로 설립하여 이를 오군영이라 하였다. 이 가운데 훈련도감과 어영청 및 금위영은 임금의 호위를 함께 담당하는 근위대의 역할도 수행하여 따로 '삼군영'이라 부르기도 하였다.
훈련도감은 조선 후기 내내 수도 방어의 주요 전력이었다가 1881년(고종 18년) 신식군대인 별기군이 설립되고나서 홀대를 받았고 이는 훈련도감 병사들이 주도한 임오군란의 원인이 되기도 하였다. 임오군란의 수습 여파로 훈련도감은 해체되었다.

## 배경
조선 초기 군사 체계는 오위제로 의흥위(義興衛) 등의 다섯 군영이 방어지역을 할당 받아 지키는 것이었다. 병적의 관리와 인원의 배치는 병조의 관할이었으나 실제 군사의 훈련과 작전 등은 오위를 총괄하는 오위도총부에서 이루어졌다. 크고 작은 전란이 계속되었던 초기와 달리 국제 정세가 안정된 조선 중기에 이르러 군사 편제는 진관 체제로 변경되었다. 진관 체제는 전국의 주요 거점에 진이나 관 등의 군영을 세우고 이를 중심으로 군사를 운영하는 지역 방어 개념이었다. 그러나 군영 하나가 담당하는 지역이 너무 넓어 급작스런 사태에 효과적인 대응이 어려웠고 병력을 집중할 수 없었다. 이는 임진왜란 당시 일본에게 주요 가도의 관문을 쉽사리 내어주는 원인이 되었고 조선은 수도를 방비하고 국왕을 호위할 중앙군의 필요성을 절감하였다.
임진왜란이 소강 상태에 접어든 1593년(선조 26년) 7월 명나라 장수 낙상지(駱尙志)의 진영에서 조선군의 포수를 양성하기 위한 훈련이 시작된 것이 새로운 군대 편재의 시초이다. 이 훈련의 성과를 보고 8월에 들어 훈련도감을 설치하고 유성룡을 도제조로 삼았다. 설립 초기에는 총통이나 조총을 다루는 포병만이 있었으나 척계광의 《기효신서》에서 언급된 전략에 따라 활을 쏘는 사수와 창칼을 사용하는 살수를 추가하여 삼수병 체계가 되었다. 척계광은 명나라 남부에서 왜구와 싸우며 이 전법을 구상하여 성과를 내었고 일본을 침략을 받은 조선 역시 이러한 성과에 바탕을 두고 일본에 대한 전술적 우위를 얻고자 하였다. 이 가운데 주력은 총을 든 포수였고 사수와 살수는 보조적으로 운용되었다.
훈련도감의 명칭에 쓰인 도감(都監)은 고려 시대에서 조선 시대에 걸쳐 수시로 설치되었던 임시 기구를 가리킨다. 최초 설립 당시 훈련도감은 전시에 임시로 설립되어 정예군을 양성하기 위한 기구의 성격을 지녔고 인원도 1천여 명 정도로 소수였다. 그러나 임진왜란이 종결된 이후로도 훈련도감은 존속하여 상설 기구가 되었고 주요 역할 역시 일본을 대신하여 당시 새로 부상하던 후금에 대한 방비로 변경되었다. 인조 시기에는 후금의 기마병에 대응하기 위해 마병을 새롭게 추가하였다.

## 조직

### 병력
조선의 군역은 16세 이상 60세 이하의 남성에 대한 징집을 통해 이루어진 정병을 주축으로 하였다. 이들은 여덟 개로 나뉜 번이 번갈아 가며 소집되어 한 번 소집되면 2 개월을 근무하는 8번 2삭상체(八番二朔相遞)로 운영되었다. 이러한 병사를 번상군(番上軍)이라 한다. 그러나 번상군은 생업에 종사하며 일시적으로 군영에서 번을 서는 성격 때문에 상비군으로서의 전력을 갖추기 힘들었고 훈련도감은 급료를 지급하고 계속하여 근무하는 장번군(長番軍)을 중심으로 운영되었다. 훈련도감의 병력은 설치 당시 1천 여 명이었다가 후금과의 관계가 악화된 병자호란 직전에는 5천 여 명으로 늘었고 1662년(현종 3년)에는 7천 명 정도까지 증가하였다가 이후 조선 후기 내내 5천 명 정도를 유지하였다. 훈련도감은 전쟁 후 생업을 잃고 떠돌던 유민(流民)이나 기근의 여파로 서울로 몰려든 기민(飢民)의 흡수도 염두에 두고 병사를 모집하였고 이 때문에 양인뿐만 아니라 천민이나 승려도 군사로 채용될 수 있었다. 천민들은 훈련도감의 훈국병(訓局兵)이 되는 것을 면천의 기회로 여겼다.
급료를 지급하는 상비군의 운영은 막대한 자금이 소요되어 늘 재정 압박을 받았다. 조선은 훈련도감을 비롯한 상비군의 유지를 위해 대동법에 따른 대동미와 별도로 삼수미를 징수하여 운영 자금으로 삼았다. 삼수미는 기존의 세수와 별도로 신설된 세금으로 대동미를 면제받은 면세지에도 부과되었다. 이 개혁으로 역참의 운영에 사용되는 마위전(馬位田)과 훈련도감의 운영을 위한 둔전을 제외한 왕실과 왕족의 생계와 제사를 위한 궁방전(宮房田)이나 각종 군영 등이 운영한 영아문전(營衙門田)까지도 모두 삼수미를 납부하여야 하였다.
훈련도감 소속의 상비군 병사인 훈국병은 급료로 1 개월에 쌀 여섯 말을 받았다. 조선의 법정 화폐였던 상평통보의 명목 가액은 쌀 한 되의 가격이 4 푼이었기 때문에 쌀 여섯 말, 즉 60 되를 화폐로 환산하면 대략 240 푼이 된다. 훈련도감 소속의 군인 가운데 상당수는 지방에서 올라 온 자들이었고 점차 도시화를 겪고 있던 조선 후기의 한성부는 주택 공급이 부족했기 때문에 이들은 성 안팍에서 주로 세를 들어 생활하였다. 당시 집세는 매우 비싼 편이었다. 1738년(영조 14년) 훈련도감에 배속되어 한양으로 올라 온 이억령은 기존의 노비 9명을 모두 처분하여 집을 구한 것으로 보인다.:32 국가가 지급하는 급료 만으로는 살림살이가 어려웠기 때문에 훈국병들은 점차 부업을 겸하는 것이 관례가 되었다. 이들은 왕십리 인근에서 배추를 재배하는 것과 같은 상업적 농업으로 생계를 보탰다. 조선은 상당수의 하급 관리를 급료 없이 임용하는 무록관으로 운용하고 있었고 이들 역시 부업으로 생계를 유지하였기 때문에 이러한 방식은 관례로서 인정되고 있었다.

### 관제
훈련도감의 명목상 수장은 도제조(都提調)로 의정부의 삼정승 가운데 한 명이 돌아가며 맡았고 그 밑으로 호조판서와 병조판서가 당연직 제조로 있었다. 제조(提調)는 원래 별도의 당상관이 없는 중앙부서를 판서 등이 겸직하여 주관하게 하는 제도로 주로 기술직 업무를 통솔하기 위한 제도였다. 도제조가 삼정승이라는 것은 훈련도감이 병조의 관할이 아니라 의정부 직속의 독립된 중앙군임을 뜻한다.
훈련도감의 실질적인 책임자는 훈련대장으로 종2품이었다. 다른 중앙 관직이 비교적 짧은 임기를 지니고 순환되었던 것에 비해 훈련대장은 한 번 임명되면 오래 자리를 지키게 하여 중앙군의 전력을 유지하게 하였다. 초기에는 포수의 육성과 전력 유지가 핵심 임무였지만 시간이 흐르면서 훈련도감의 역할이 수도와 궁궐의 방어에 촛점이 맞추어 지게 되었고, 훈련대장의 역할도 국왕의 행행(行幸)시 도성에 남으면 도성의 방어를 책임는 유도대장(留都大將)의 역할을, 국왕을 수행하면 호위의 책임자인 수가대장(隨駕大將)을 맡게 되면서 근위대장의 성격이 강화되었다. 이러한 위상 변화에 따라 훈련대장은 비변사에도 배석하여 정치적 발언권을 가질 수 있었고 이에 따라 국왕과 신료 사이의 균형과 견제를 조정할 수 있는 위치까지 격상되었다. 인조 반정의 성공 요인 가운데 하나로 당시 훈련대장인 이흥립을 포섭하는 데 성공하였기 때문이라는 평가가 있다. 훈련도감 역시 하나의 군영으로 취급되었기 때문에 훈련대장은 군영대장을 수록한 《등단록》에 등재되었다. 부사령관 겸 참모로서 중군을 두었다.
정조 시대의 훈련도감 관직 체계는 아래와 같다. 시기에 따라 일부 정원에 변동이 있었다.
- 별장: 훈련도감의 별장은 궁궐의 방비와 왕의 호위를 위한 기마대를 관리하였다.[27]
- 천총:  훈련도감의 천총(千摠)은 예하 부대를 책임지는 지휘관이었다. 정3품으로 병사(兵使)나 수사(水使)를 거친 자를 주로 등용하였고 임기는 평균 1년 이었다.[28]
- 국별장: 훈련도감의 국별장은 특별히 궁궐의 안팍을 경호하는 숙위(宿衛)를 담당하였고[29] 변방에서 복무하여 전투 경험이 풍부한 자를 선발하여 창덕궁의 영숙문(永肅門)과 숭지문(崇智門)을 지키게 하였다. 임기는 1년으로 임기를 마치면 승진을 시켜주는 것이 관례였다.[30]
- 파총: 파총은 사(司)의 지휘관이다.[31] 조선 시대 군사 편제는 최상위 집단인 영(營) 밑으로 사(司) - 초(哨) - 기(旗) - 대(隊) 순의 예하 단위가 있었고 대 밑으로는 오(伍)가 편제되었다.[32] 각 편제 단위의 인원은 병사 다섯 명이 1 오, 5 오가 1 대 순으로 늘어나 초의 경우 125명, 파총이 관할하는 사의 경우 최대 편제는 625 명이 된다.
- 초관 : 초관(哨官)은 각 초의 지휘관이다.[12]
- 종사관: 훈련도감의 종사관은 재정 및 군수 등의 관리를 담당하는 실무책임자였다. 6 명 가운데 4 명은 훈련대장이 임명권을 가지고 있었다. 훈련대장에게 임명권이 없는 2 명은 병조와 호조에서 각 1 명씩 파견하였다. 순조 시기인 19세기 초 훈련도감의 화포와 화약 제조 기능이 혁파되면서 인원이 4 명으로 줄었다.[12]
- 지구관(知彀官) : 원래는 활을 쏘는 사수들의 훈련 담당관이었으나 이후 군사 실무를 담당하는 하급 무관이되었다.[33]
- 기패관(旗牌官): 군졸 중에서 시험으로 선발하여 임명한 하급 무관이다. 지휘관의 명령을 전달하고 평소 병졸의 훈련을 담당하였다.[34]
- 별무사(別武士): 군졸 중에 기예가 있는 사람을 선발하여 기마병을 관리하게 한 하급 무관이다. 훈련도감에는 모두 68명이 있는데 10명은 중군(中軍)에 속하고, 20명은 좌·우별장(左·右別將)에 나누어 속하고, 4명은 좌·우천총(左·右千摠)에 나누어 소속되었다.[35]
- 국출신(局出身): 원래는 인조 시기 남한산성에서 국왕을 호위한 병사들이다. 병자호란이 끝난 뒤 다른 훈련도감 출신과 구별하여 취급해 달라는 요청을 받아들여 국출신이라 하였다. 이후로도 국왕의 근위대로서 숙위 임무를 수행하였다. 처음에는 1,374 명에 달하는 큰 부대였으나 이후 규모가 차츰 줄어들어 1676년(숙종 2년) 1 국 당 50 명의 정원으로 3개 국을 운영하여 150 명 정원이 되었다. 숙종 시기엔 장용위에서 각 국에 10 명씩을 차출하였으나 순조 시기 혁파되어 다시 3국으로 운영되었다.[36]
- 군관: 군관(軍官)은 대개 군포 등으로 군역을 대신하는 대신 명예직으로 수여되었던 직책이다. 실제 군역을 서는 입직을 하더라도 유명무실한 업무를 주었다. 명칭이 일반 군졸이 아닌 군관으로 장교로서 대접받았으므로 양인들이 군역을 피해 앞다투어 들어가려 하였다.[37]
- 권무군관: 권무군관(勸武軍官)은 양반들이 갖은 방법으로 병역을 피해 양인의 군역 부담에 대한 불만이 커지자 양반을 대상으로 솔선 수범의 의미에서 선발한 군역이다. 훈련도감을 비롯한 금위영과 어영청의 삼군영에 설치되어 양반 자제에게 군관의 직책을 주었다.특히 지위와 문벌이 좋은 양반 집안의 자제들로 충원한 명예직으로 실제 업무는 없었다. 무관이 되고자 하는 경우 초시와 복시를 생략하고 바로 본과인 전과에 응시할 수 있었다.[38]

## 청사
- 본영(本營): 훈련도감 청사는 현재 서울특별시 신문로1가 58-1번지의 자리에 있었다. 경희궁의 흥화문 밖에 있던 이 청사를 훈국신영(訓局新營)이라고 하였다. 197칸[間] 규모.[39]
- 북영(北營): 창덕궁 서쪽 공북문(拱北門) 밖에 있었다. 본영보다 큰 235칸 규모.[40]
- 군향색고(軍餉色庫): 북영 남쪽에 있었던 군수 창고이다.
- 북일영(北一營): 북영 남쪽에 있었다. 15칸 규모.
- 북사영(北四營): 경희궁 밖에 있었다. 5칸 규모.
- 남영(南營): 창덕궁 정문인 돈화문 밖 동쪽에 있었다. 32칸 규모.
- 서별영(西別營): 마포(麻浦)에 있었다.
- 별영(別營): 마포에 있었다.
- 동별영(東別營): 종묘 동남쪽에 있었다. 장용영(壯勇營) 신설시 장용영 군영으로 사용되었고, 고종 시대에 한성부 청사가 본영(신영)에 입주했을 당시 본영 기능을 하였다.
- 양향청(糧餉廳): 남부 훈도방(薰陶坊)에 있었다. 1666년(현종 7년)에 호조(戶曹) 소속으로 이관되었다.
- 하도감(下都監): 훈련원 동쪽에 있었다. 390칸 규모.
- 광지영(廣智營): 창경궁 북쪽에 있었다. 115칸 규모.
- 직방(直房): 창덕궁 돈화문 밖에 16칸, 금호문 밖에 14칸 반, 경희궁 흥화문 밖에 8칸, 경모궁 근처에 8칸 규모로 있었다.

## 같이 보기
- 천보총
- 임진왜란
- 정유재란
- 정묘호란
- 병자호란
- 삼수미
- 도성삼군문분계지도
- 수도방위사령부
- 이괄
- 김류
- 허목
- 북벌론
- 임경업
- 강홍립
- 균역법

## 참고 자료
- 이 문서에는 다음커뮤니케이션(현 카카오)에서 GFDL 또는 CC-SA 라이선스로 배포한 글로벌 세계대백과사전의 〈〈임진왜란〉〉 항목을 기초로 작성된 글이 포함되어 있습니다.